# Martijn Keizer

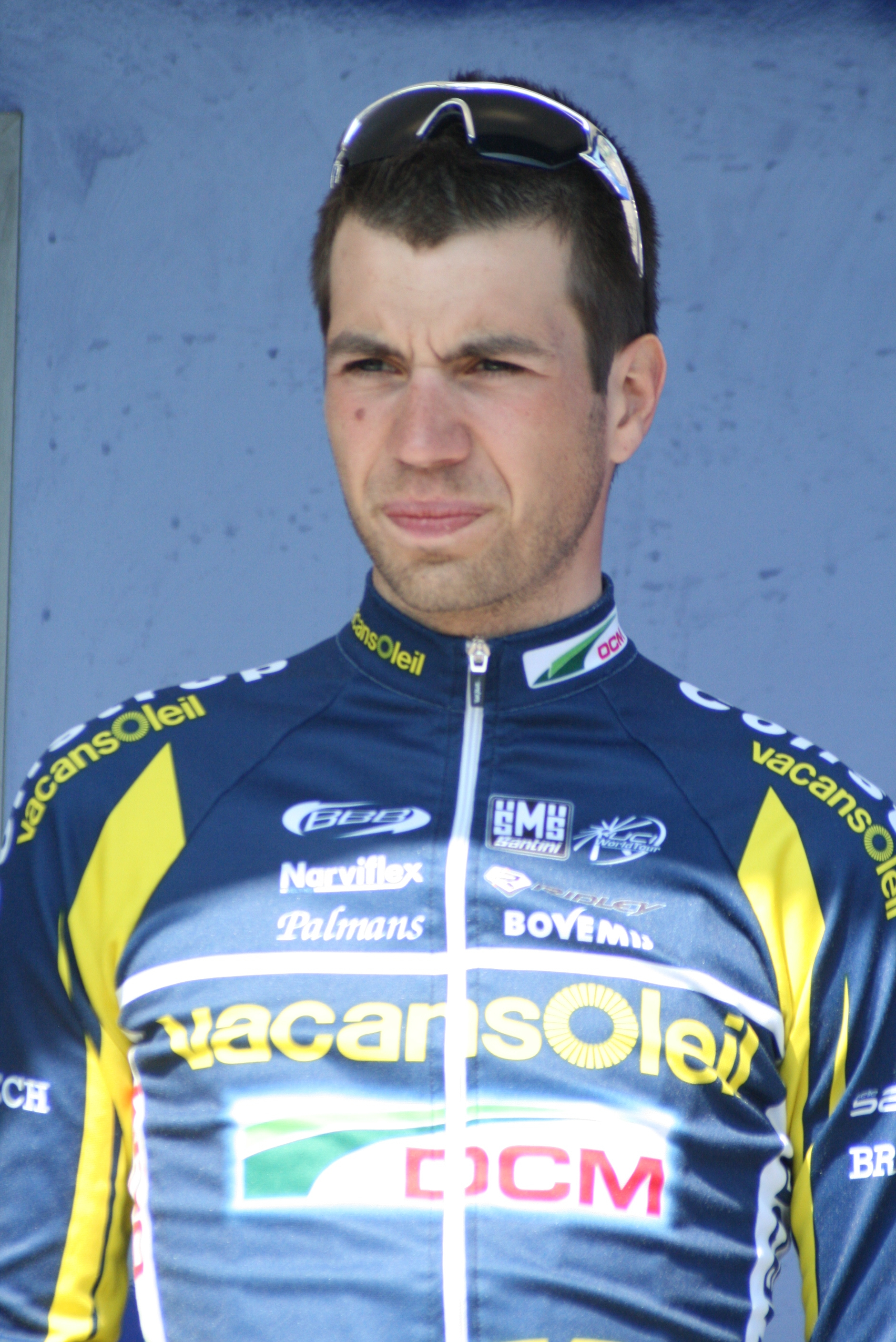
Martijn Keizer bei den Vier Tagen von Dünkirchen 2011

Martijn Keizer (* 25. März 1988 in Muntendam) ist ein niederländischer Radrennfahrer.
Als Juniorenfahrer gewann Keizer 2005 und 2006 niederländischer Meister im Einzelzeitfahren. Außerdem gewann er 2005 die Gesamtwertung des GP Rüebliland.
Im Erwachsenenbereich schloss sich Keizer 2007 Rabobank Continental an, dem Farmteam des UCI ProTeams Rabobank. In seinem ersten Jahr dort gewann er die Zeitfahretappe der Tour du Haut Anjou und konnte so auch die Gesamtwertung für sich entscheiden. 2010 gewann er das Zeitfahren der Tour de Bretagne, den Prolog des Circuito Montañés und die niederländische U23-Zeitfahrmeisterschaft.
In den Jahren 2011 bis 2013 fuhr Keizer für Vacansoleil-DCM. Er gewann in seinem ersten Jahr bei dieser Mannschaft das Eintagesrennen Boucles de l’Aulne und die Bronzemedaille der niederländische Meisterschaft im Einzelzeitfahren der Elite. Außerdem bestritt und beendete er mit der Vuelta a España 2011 die erste von insgesamt elf Grand Tours seiner Karriere.
Nach einer Zwischenstation bei Veranclassic-Doltcini wechselte er im Laufe der Saison 2014 zum Belkin-Pro Cycling Team, dem späteren Team Lotto NL-Jumbo, bei dem er zum Saisonende 2017 seine internationale Karriere beendete. Sein bestes Ergebnis in dieser Zeit war der zweite Gesamtrang bei der Tour de l’Eurométropole.

## Erfolge
2005
- Niederländischer Meister – Einzelzeitfahren (Junioren)
- Gesamtwertung GP Rüebliland

2006
- Niederländischer Meister – Einzelzeitfahren (Junioren)

2007
- Gesamtwertung und eine Etappe Tour du Haut Anjou

2009
- Niederländischer Meisterschaft – Einzelzeitfahren (U23)

2010
- eine Etappe Tour de Bretagne
- Prolog Circuito Montañés
- Niederländischer Meister – Einzelzeitfahren (U23)

2011
- Boucles de l’Aulne
- Niederländischer Meisterschaft – Einzelzeitfahren

2013
- Bergwertung ZLM Tour

## Teams
- 2007–2010 Rabobank Continental
- 2011–2013 Vacansoleil-DCM
- 2014 Veranclassic-Doltcini bis 24.02 / Belkin-Pro Cycling Team ab 25.02
- 2015–2017 Team Lotto NL-Jumbo